# 요코타촌 (니가타현 니시칸바라군)
요코타촌(横田村)은 니가타현 니시칸바라군에 설치되었던 촌이다.